# مد گوتیک

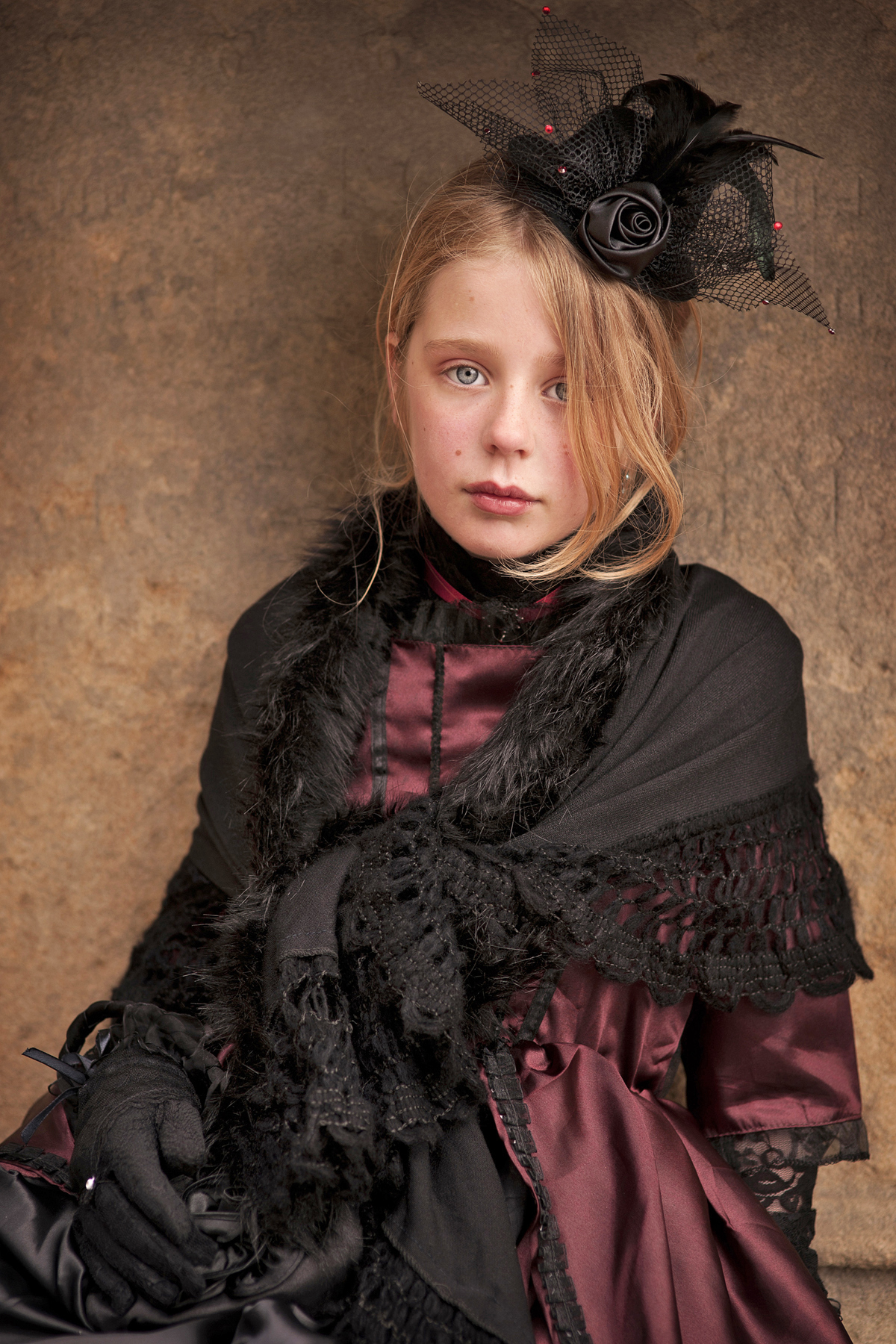
دختری با ظاهر گوتیک

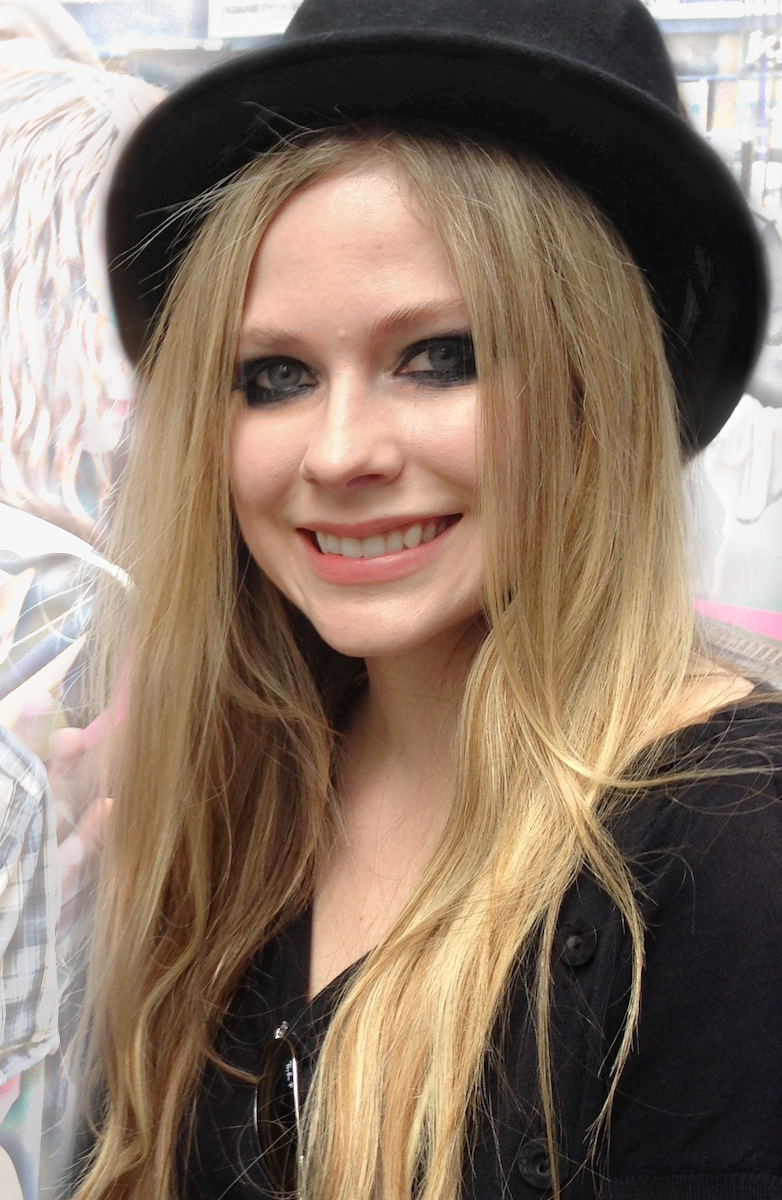
آوریل لوین با پوشش گوتیک

مد گوتیک به سبک لباس پوشیدنی گفته می‌شود که توسط اعضای خرده‌فرهنگ گوت استفاده می‌شود. تاریکی، قدیمی بودن و بعضی اوقات بدن نمایی از ویژگی‌های این سبک است. سبک گوتیک شامل رنگ کردن مو به رنگ‌های تیره یا بسیار روشن مثل سفید و نقره، موج‌دار کردن مو، لب‌ها و لباس‌های تیره است. در طراحی این سبک از ویژگی‌های سبک پانک، ویکتوریایی و الیزابتی بهره گرفته شده‌است.

## مشخصات
سینترا ویلسون اعتقاد دارد که ریشه‌های سبک معاصر گوت را باید در فرهنگ عزاداری عصر ویکتوریا جستجو کرد. همچنین از متخصصان دربارهٔ شناخت تاریخ این سبک می‌توان از والری استیل نام برد.
مد گوتیک را می‌توان با لباس‌های کاملاً سیاه یا سبک مو و آرایش منحصر به فرد آن شناخت.

### سایمون رینولدز

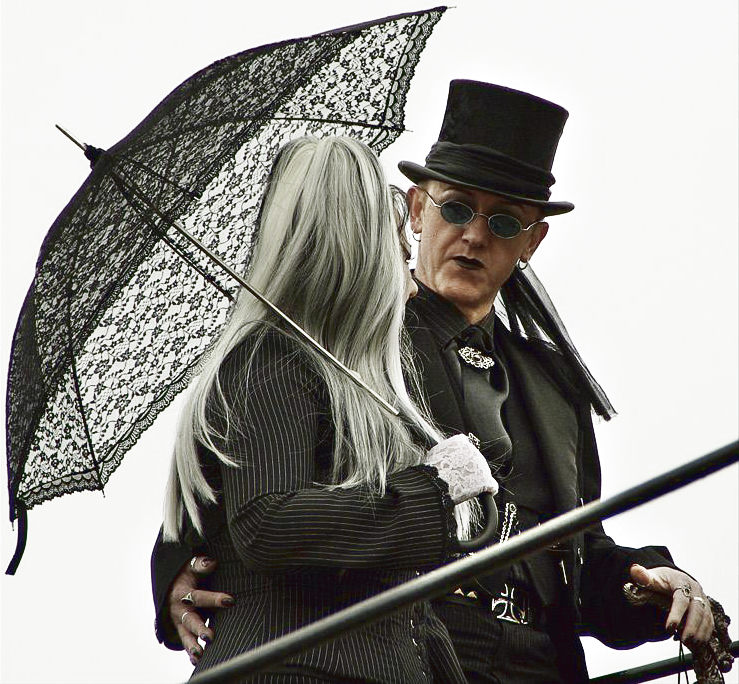
تصویری از یک مرد و زن با پوشش گوتیک

سایمون رینولدز راه‌های شناسایی ظاهری این سبک را
- رنگ پریدگی شدید، موهای مشکی، لباس‌هایی به سبک سال‌های ۱۷۹۵ تا ۱۸۲۰، کلاه سیلندری، پوشاک چرمی، گردنبند قلاده‌ای، جواهرات جادویی یا ترسناک (گوشواره استخوانی، مهره، ستاره پنج پر، جمجمه) که معمولاً از نقره ساخته می‌شوند، می‌داند.

رینولدز همچنین در یادداشت‌هایش به جوراب‌های مخصوص، چکمه‌های چرمی سیاه یا سفید، و آرایش چشم اشاره کرده‌است.

### تد پولهموس
تد پولهموس مد گوتیک را به این صورت تشریح کرده‌است:
- استفاده زیاد از مخمل سیاه، پارچه توری، سینه بندهای توری محکم، دستکش، جواهرات نقره ای با مضامین مذهبی یا ماورائی.

### ماکسیم فورک
همچنین پژوهشگر دیگری به نام ماکسیم دبلیو فورک اشاره کرده‌است که:
- خرده فرهنگ گوت شورشی است علیه مدهای جذابی که از دیسکوهای ۱۹۷۰ به وجود آمده‌اند. موهای سیاه، لباس‌های تیره و صورت‌های رنگ پریده مضامین پایه‌ای برای طراحان سبک گوتیک هستند. به صورت شگفت‌انگیزی می‌توان خرده فرهنگ گوت را نگاهی اغراق‌آمیز و عمدی به سیاهی دانست. همچنین آرایش‌ها و رنگ لباس‌ها و رنگ پریدگی صورت را می‌توان نسخه امروزی شده اواخر سبک ویکتوریایی دانست.

مد گوتیگ گاهی با مد هوی متال اشتباه گرفته می‌شود.

## مدل‌های مشهور

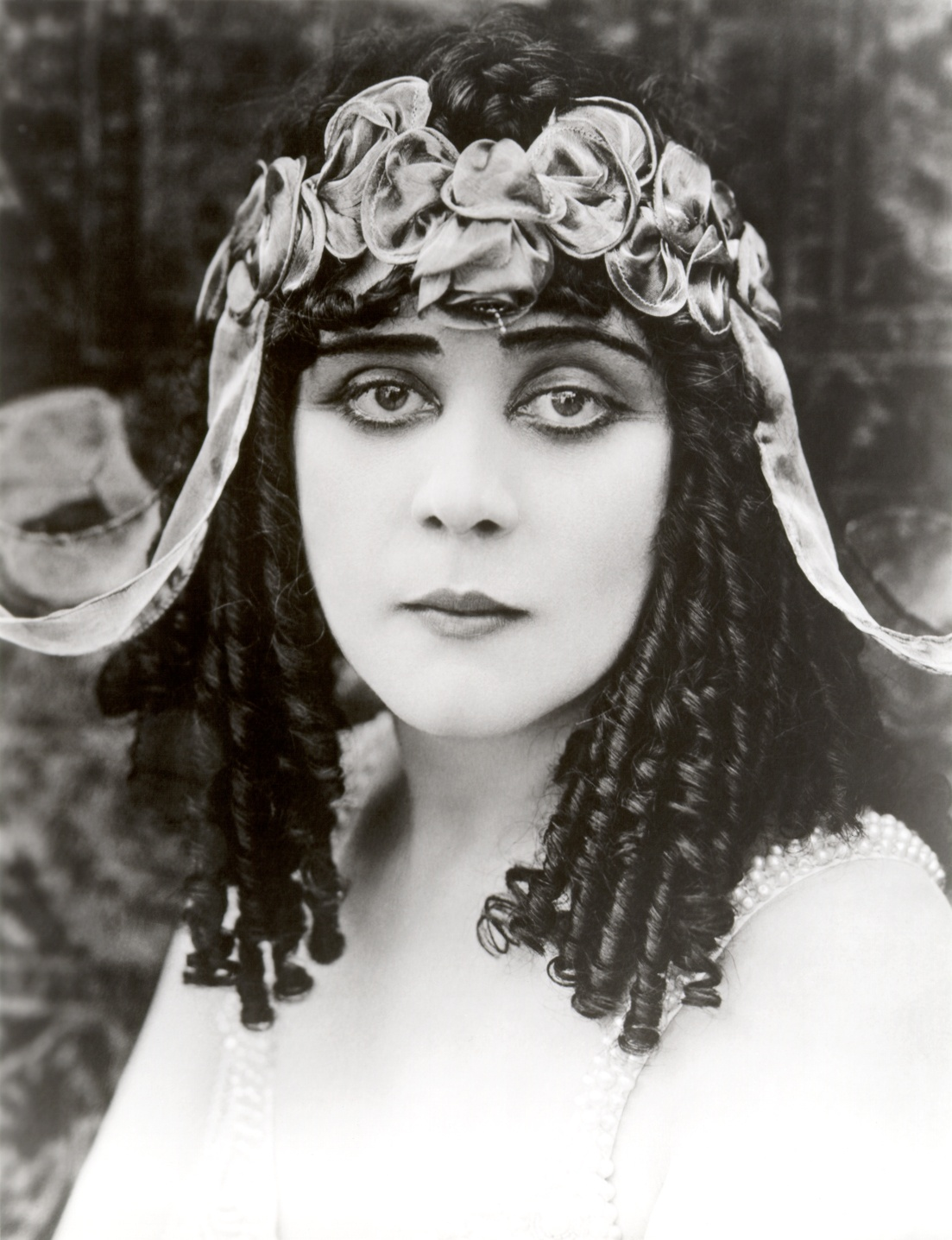
نگاه ثدا بارا از بعضی انواع مد گوتیک الهام گرفته‌است.

از مدل‌های معروف این سبک می‌توان به ثدا بارا (۱۹۱۰)، موزیدورا، بلا لاگوسی، بتی پیج، مورتیسیا آدامز، نیکو، دیوید بووی، لوکس اینتریور، دیو وانیان، لیدیا دیتز و روبرتا اسمیت نام برد.

## فهرست کتب
- کریستوف گروننبرگ، "اسرار حل نشده:داستان‌های گوتیک از فرانکشتاین تا مو خوردن عروسک"، گوتیک، بوستون، انتشارات ام آی تی، ۱۹۹۷
- جیمز هاناهام، "مرگ بلا لاگوسی و من در هر دو حالت احساس خوبی ندارم:گوت و بزرگداشت رنج در موسیقی راک"، گوتیک، بوستون، انتشارات ام آی تی، ۱۹۹۷
- تد پولهموس، "سبک خیابانی:از پیاده رو تا سکوی گربه‌رو"، لندن، انتشارات توماس و هودسون، ۱۹۹۴
- والری استیل و جنیفر پارک، "گوتیک:طلسم سیاه"، انتشارات دانشگاه ییل و مؤسسه تکنولوژی مد نیویورک، ۲۰۰۸
- جیلیان ونترز،"گوتیک جادوی مدرسه - راهنمای ضروری برای گوت‌ها و کسانی که آن‌ها را دوست دارند"